# Phalangerida
Phalangerida — один із двох колишніх підрядів ряду великих сумчастих Diprotodontia. До цього великого та різноманітного підряду входили кенгуру, валлабі, квокки, опосуми, ковзаючі опосумоподібні сумчасті та інші. Значно менший підряд Vombatiformes включає лише коал і вомбатів. Цей підряд більше не вважається таким, що точно описує різноманіття Diprotodontia.
Phalangeriformes прийшов на зміну Phalangerida, але не включає потору (Potoroidae), кенгуру та валлабі (Macropodidae) або мускусного щурячого кенгуру (Hypsiprymnodontidae). Тепер ці родини поміщені в новий підряд під назвою Macropodiformes.